# Shenyang Black Rhinos
Die Shenyang Black Rhinos (engl. für Shenyang Spitzmaulnashörner; bis 2017 Dalian Dragon Kings) sind ein Arena-Football-Franchise aus Shenyang. Sie spielen seit 2016 in der China Arena Football League (CAFL).

## Geschichte
Am 3. Mai 2016 wurde von der CAFL die Gründung der Dalian Dragon Kings bekannt gegeben. Sie spielten im Dalian Superdome, welche eine Kapazität von 18.300 Zuschauern hat. Sie konnten in ihrer ersten Saison null Siege aus fünf Spielen erzielen und sich so nur für das Spiel um Platz fünf qualifizieren. Dort trafen sie auf die Shenzhen Naja. Die Dragon Kings unterlagen mit 30:46 und verschlechterten so ihre Saisonbilanz auf null Siege zu sechs Niederlagen.
Nach der Saison zogen die Najas von Dalian nach Shenyang und benannten sich in Shenyang Black Rhinos um.

## Name und Farben
Dalians Name entspringt aus seinen Wurzeln als kleines Fischerdorf. Dalian bedeutet lose übersetzt „blauer Schlammsumpf“. Da die Stadt am Gelben Meer liegt, wurde die Farbkombination aus Blau und Gelb gewählt. Jetzt eine schnell wachsende Stadt mit großem Seehafen, wählte man den Namen „Dragon Kings“, welcher in der chinesischen Mythologie als der göttliche Herrscher der Ozeane angesehen wird.

## Saisonergebnisse
| Saison | Siege | Niederlagen | Unentschieden | Platzierung | Play-off-Ergebnis                                      |
| ------ | ----- | ----------- | ------------- | ----------- | ------------------------------------------------------ |
| 2016   | 0     | 5           | 0             | 6. CAFL     | 30:46-Niederlage im Spiel um Platz 5 gegen Wuhan Gator |